# Neogen
| Neogen pred 23.03–2.58 milijoni let PreЄ Є O S D C P T J K Pg N |                                                  |
| Srednja vrednost atmosferskega O 2 skozi obdobje | ok. 21.5 prost. % (108 % sedanje vrednosti)      |
| Srednja vrednost atmosferskega CO 2 skozi obdobje | ok. 280 ppm (1 krat pred industrijske vrednosti) |
| Srednja površinska temperatura skozi obsobje | ok. 14 °C (0 °C nad sedanjo vrednostjo)          |
| Ključni dogodki v Neogenu-24 —–-22 —–-20 —–-18 —–-16 —–-14 —–-12 —–-10 —–-8 —–-6 —–-4 —–-2 —K e n o z o i kPaleogenN e o g e nKvartarM i o c e nP l - nAkvitanijBurdigalijLangijSerravallijTortonijMessinijZanklijPiacenzij ←Mesinska kriza slanosti←Severnoameriška prerija se razširiPribližna časovna lestvica ključnih dogodkov Neogena. Navpična os: milijoni let pred sedanjostjo. |                                                  |

Neogen je perioda na geološki časovni lestvici, ki obsega epohe miocen, pliocen, pleistocen in holocen. Je sistem mednarodne komisije za Stratigrafijo ( ICS) z začetkom pred 23,03 ± 0.050.000 leti in se konča pred 2.588.000 let. Neogenska perioda sledi paleogenski periodi.
V preteklosti sta se uporabljala tudi izraza terciar in kvartar. Takrat se je neogen zaključil z začetkom kvartara, to je na pliocensko-pleistocenski meji.
Danes med geologi velja (predvsem med morskimi geologi specializiranimi za neogen), da se današnja geološka perioda (kvartar) vključi v neogen, ostali (posebej geologi specijalizirani za geologijo kopnega) pa vztrajajo, da je kvaratr posebna perioda zaradi drugačih najdb. Delitev kenozoika na tri (ali dve) periode (paleogen, neogen, kvartar) namesto sedem epoh, je periode nekoliko lažje primerjati s trajanjem period v mezozoiski in paleozoiski eri.
Na osnovi uradnih razprav na Mednarodnem geološkem kongresu v Oslu, Norveška, avgusta 2008 je Mednarodna komisija za stratigrafijo (ICS) maja 2009 odločila, da bo kvartar najmlajše obdobje kenozoika s svojo bazo na 2,588 milijonov let. 

## Oddelki
Po ICS terminologiji delimo neogen na (od poznejšega k novejšemu):
- Miocen,
- Pliocen,
- Pleistocen,
- Holocen.

Te štiri epohe je imenoval Charles Lyell leta 1833 na osnovi razdelitve morskih sedimentov v Franciji in Italiji.
Pliocensko epoho nadalje delimo na 2 starosti:
- Piacensko
- Zanklensko

Miocenska epoha je razdeljena na 6 starosti:
- Mesinsko
- Tortonsko
- Seravalsko
- Langijsko
- Burdigalsko
- Akvitansko

V različnih geofizikalnih regijah sveta se uporabljajo tudi druga regionalna imena za iste ali prekrivanje starostnih in drugih časovnih pododdelkov.

## Geografija
Dogajali so se kontinentalni premiki, od katerih je najpomembnejši dogodek stik Severne Amerike z Južno na območju današnje Paname, v poznem pliocenu. 
Podnebje se je nekoliko ohladilo, kar je imelo za posledico kontinentalne poledenitve v kvartarju. 

## Fauna in flora
Neogen pokriva približno 26 milijonov let. V času neogena so se sesalci in ptice precej razvili in specializirali ter prilagodili različnim habitatom, druge skupine življenja pa so ostale relativno nespremenjene, saj so bile že do tedaj dobro razvite. V hladnejšem obdobju so trave nadomestile gozdove. Trave so bile zelo raznolike, zato so se dobro razvili rastlinojedi sesalci in ustvarili številne živali podobne današnjim, kot so konji, antilope in bizoni.
V Afriki so se pojavili zgodnji hominidi, predniki ljudi in se širili v Evrazijo.

## Galerija
- Cladocora
- Čeljust Megalodona
- Cetotherium
- Kentriodon
- Purussaurus
- Dromornis
- Dinotherium
- Teleoceras
- Osbornoceros
- Syndyoceras
- Thylacosmilus
- Australopithecus